# René Padilla
René Padilla (nascido em Quito (Equador), em 1932), faleceu em 27 de abril de 2021 (88 anos), é um teólogo e missiólogo evangélico equatoriano conhecido por cunhar o termo missão integral, na década de 1970, para descrever um cristianismo integrado com ativismo social.
Filho de um alfaiate protestante, que depois seria pastor, nasceu em uma família pobre, na época atingida pela crise gerada pela Grande Depressão.
Quando tinha dois anos, mudou-se com a família para a Bogotá (Colômbia), onde viveria os próximos anos. Cresceu em um ambiente fortemente hostil aos protestantes.
Em agosto de 1953 e 1959 fez um bacharelado em filosofia e um mestrado em teologia em Wheaton (Illinois).
Em 1959, foi nomeado como secretário itinerante da International Fellowship of Evangelical Students na América Latina. Em seu trabalho, teve contatos com universitários da Venezuela, Colômbia, Peru e Equador, onde constatou um contexto sociopolítico tenso. Os estudantes estavam imersos nos escritos marxistas e se debatiam a possibilidade de revolução socialista. Este seria o contexto que produziu não apenas a teologia da libertação católica, mas que também desafiou Padilla a desenvolver uma nova teologia social evangélica que mais tarde seria denominada como "missão integral".
Em 1966, obteria um doutorado em Novo Testamento pela Universidade de Manchester, sob a orientação de Frederick Fyvie Bruce.
A partir de 1967, passou a residir em Buenos Aires (Argentina).
Em 1974, participou da Conferência de Lausanne.
Em 1976, se tornaria pastor da Igreja Evangélica Batista de La Lucila, em Buenos Aires.
É pai da teóloga Ruth Padilla DeBorst.